# معصرة الجبريني
معصرة الجبريني هي واحدة من أقدم المعاصر التقليدية لاستخراج زيت السمسم (الطحينية) في مدينة القدس بفلسطين. تتميز هذه المعصرة بتاريخها العريق وهويتها الأصيلة، إذ حافظت على طابعها التقليدي منذ تأسيسها في أوائل القرن العشرين، وما زالت تمثل جزءاً من الذاكرة الثقافية والاجتماعية للقدس وأهلها.

## التاريخ
تعود ملكية معصرة الجبريني إلى عائلة الجبريني المقدسية، وقد شُيدت في حي وادي الجوز، وهو حي تاريخي مشهور في القدس. تأسست المعصرة في بدايات القرن العشرين، وسرعان ما أصبحت مقصداً لأهالي المدينة الباحثين عن زيت السمسم النقي والطحينية الأصيلة. يُقال إن المعصرة حافظت على أساليبها التقليدية القديمة، ما جعلها رمزاً للتراث المحلي المرتبط بالصناعات الغذائية التقليدية في القدس.

## العملية التقليدية
تعتمد المعصرة في عملها على أدوات حجرية وتقليدية لطحن السمسم وتحويله إلى طحينية عالية الجودة. تشمل مراحل الإنتاج تحميص بذور السمسم وطحنها باستخدام أحجار الرحى، ثم استخلاص الزيت بعناية وفقاً لطريقة تقليدية توارثتها الأجيال. يُعرف زيت السمسم المنتج هنا بجودته العالية ومذاقه المميز، ويُستخدم في إعداد العديد من الأطباق الشرقية والقدسية مثل الحمص والمسبحة.

## الأهمية الثقافية والاجتماعية
تشكل معصرة الجبريني جزءاً من التراث الحرفي في القدس، إذ تمثل شاهداً حياً على المهارات الحرفية التي توارثتها العائلات المقدسية جيلاً بعد جيل. ظلت المعصرة تحتفظ بمكانتها كمعلم تراثي ومقصداً للزوار والمهتمين بالتراث الفلسطيني. كما تُسهم في تعزيز الهوية الفلسطينية والحفاظ على الموروث الثقافي، رغم تحديات التحديث والظروف الاقتصادية والسياسية الصعبة في القدس.

## التحديات
تواجه المعصرة اليوم تحديات عدة، من أبرزها المنافسة التجارية مع المنتجات الصناعية الحديثة، إضافةً إلى القيود التي يفرضها الوضع السياسي في القدس. ومع ذلك، فإن إرادة أصحاب المعصرة وتعلقهم بتراثهم ساعدت على استمرارها كجزء من هوية المدينة المقدسة.